# XHUHV-FM
XHUHV-FM là một đài phát thanh phục vụ cho Chicontepec de Tejeda, Veracruz thuộc sở hữu của Đại học Huasteca Veracruzana. Nó được gắn nhãn là Radio CEU (cho Comunidades Professionativas Unidas) và phát sóng trên tần số là 97.9 FM.
Nó đã nhận được sự nhượng bộ sử dụng xã hội vào tháng 5 năm 2015 và là một trong những trạm đầu tiên nhận được sự nhượng bộ như vậy. Nhà ga đã hoạt động trước đó mà không có sự nhượng bộ.